# Federação de Macau de Hóquei no Gelo
Federação de Macau de Hóquei no Gelo ordnar med organiserad ishockey i Macao. Macau inträdde i IIHF den 12 maj 2005.

### Fotnoter
1. ↑  ”Macau”. International Ice Hockey Federation. http://www.iihf.com/iihf-home/countries/Macau.html. Läst 9 april 2012.